# Władysława Górska
Władysława Górska (ur. 10 marca 1920, zm. 23 kwietnia 2014) – czołowa polska szachistka w okresie powojennym.
W latach 1950–1954 trzykrotnie wzięła udział w finałach mistrzostw Polski kobiet, zdobywając dwa medale: złoty w 1954 r. w Gdańsku oraz brązowy w 1950 r. w Toruniu. W trzecim swoim starcie (w Krynicy w 1952 r.) zajęła VIII miejsce.